# Johan Henric Reimers
Johan Henric Reimers, född 1755, död okänt år, var en svensk möbelsnickare och tecknare. 
Han var son till snickarmästaren Johan Henrik Reimers och Dorothea Windisch och gift med Anna Christina Lindström. Reimers var elev vid Konstakademien där han 1772 tilldelades den större silvermedaljen för en teckning. Efter studietiden kom han likt sin far att arbeta med möbelkonst där han blev mästare i Stockholm 1789. Reimers finns representerad vid Nordiska museet i Stockholm. 